# Zioła

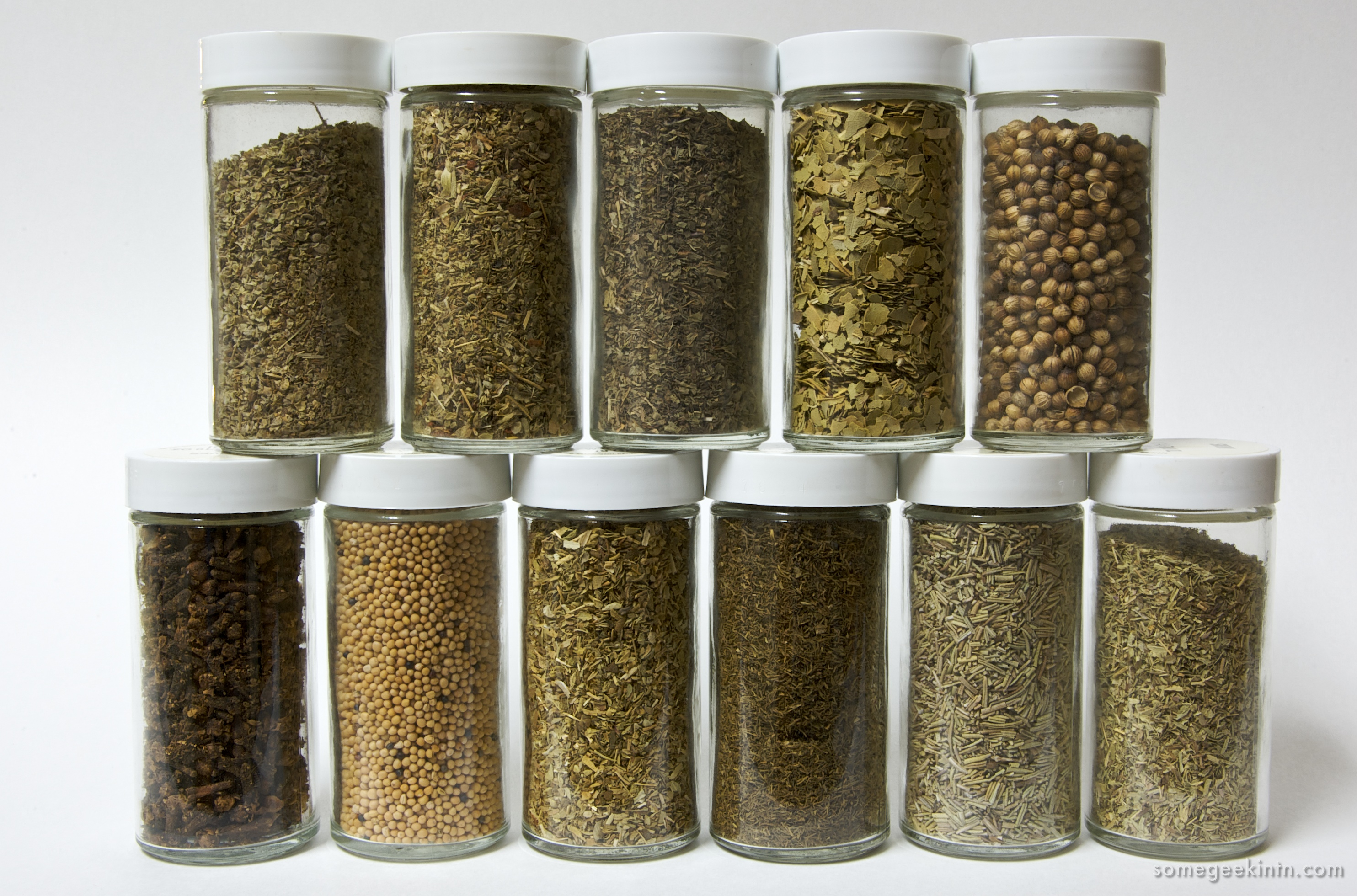
Suszone zioła w słoikach

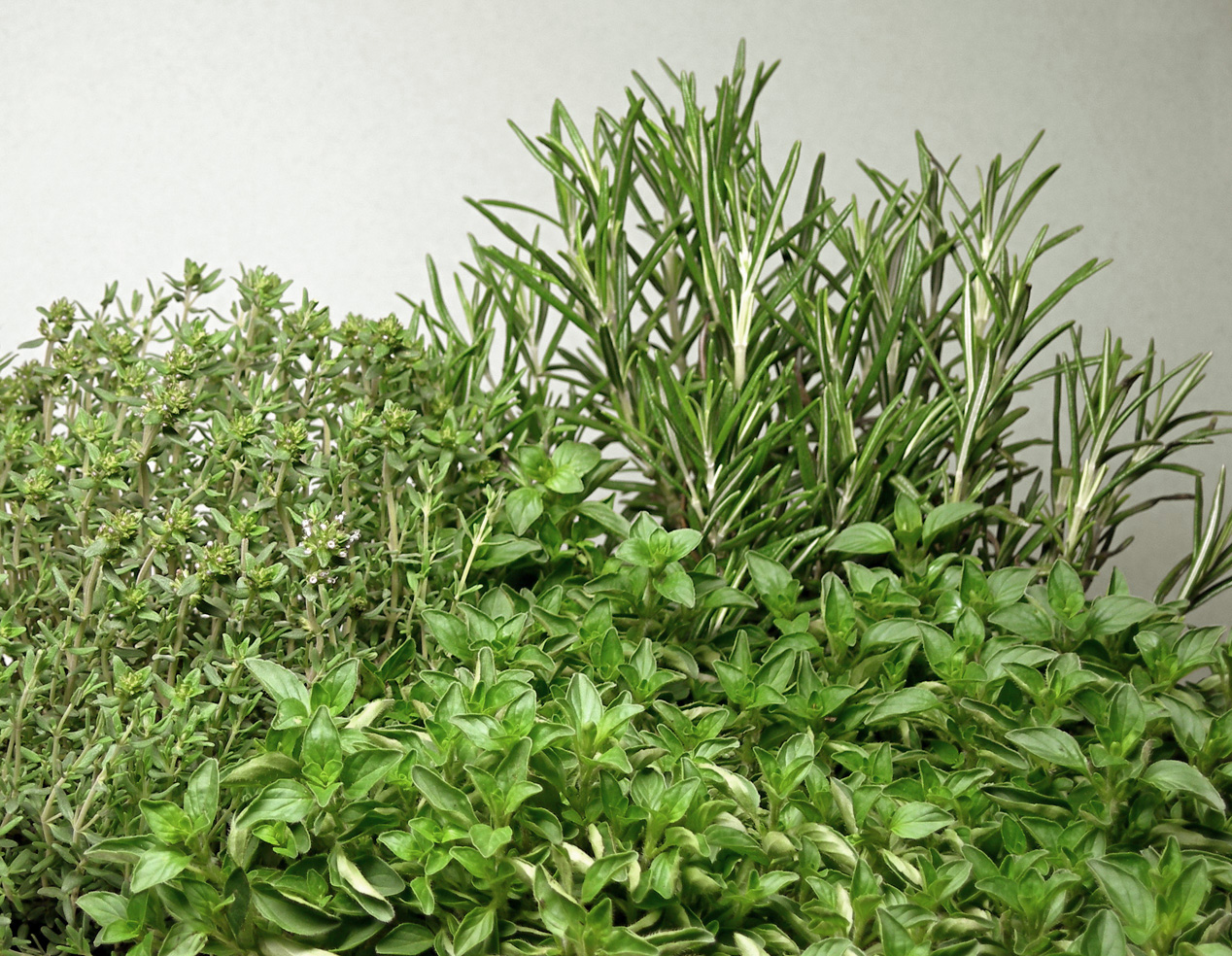
Macierzanka tymianek, lebiodka pospolita i rozmaryn lekarski

Zioła, rośliny zielarskie – rośliny zawierające substancje wpływające na metabolizm człowieka (np. olejki eteryczne) i dostarczające surowców zielarskich. Są to gatunki lecznicze, przyprawowe, a także trujące. Grupa ta obejmuje przede wszystkim jednoroczne i dwuletnie rośliny zielne, ale także drzewa, krzewy, warzywa i byliny. Zalicza się do nich także niektóre grzyby. Zioła stosowane są m.in. w ziołolecznictwie, aromaterapii i jako przyprawy.
Rośliny zielarskie ze względu na sposób użytkowania dzieli się na:
- rośliny lecznicze[1]
- rośliny przyprawowe[1]
- rośliny olejkodajne

Część roślin może równocześnie posiadać własności lecznicze, być stosowana jako przyprawa i dostarczać olejków eterycznych. Leki uzyskane z ziół to leki ziołowe. 
Hodowlą i uprawą ziół zajmuje się dział ogrodnictwa zwany zielarstwem.